# 魯氏桂脂鯉
魯氏桂脂鯉，為輻鰭魚綱脂鯉目脂鯉亞目脂鯉科的其中一個種，為熱帶淡水魚，分布於南美洲Jacaré湖、埃塞奎博河、Trombetas河流域，體長可達4.5公分，棲息在底中層水域，生活習性不明。